# Шантидэва
Шантидэва (санскр. śāntideva «божество спокойствия», тиб. ཞི་བ་ལྷ་, Вайли zhi ba lha, кит. 寂天) — выдающийся  махаянский индийский мыслитель, буддийский монах VIII века монастыря Наланда.
Внёс значительный вклад в развитие школы Мадхъямака. Приобрёл авторитет как автор труда «Бодхичарья-аватара» (санскр. - "Путь Бодхисаттвы"), подробно излагающего многочисленные аспекты буддизма: философию, этику, цели, медитацию, ценности, обеты, поведение.
Принадлежит к числу 84-х буддийских махасиддхов.

## Биография
По преданию, родился наследным принцем, но перед коронацией увидел во сне бодхисаттву Манджушри, который занял его трон. По этой причине отказался от престола и ушёл в монастырь, не выдавая своего происхождения.
Китайская школа Саньлунь, продолжающая Мадхъямаку, считает, что имя Шантидэва носили два различных человека. Один из них — основатель общины Авайвартика VI века, а другой — из монастыря Наланда, VIII век.
По этому поводу имеются археологические свидетельства: см. Banglapedia: National Encyclopedia of Bangladesh и Shantideva Society, найденные основателем Авайвартики Чань Сылунем. О личности Шантидэвы и создании «Бодхичарья-аватара» традиция передаёт следующую историю (Торчинов Е. А. Введение в Буддологию):
У монахов Наланды существовал обычай время от времени собираться вместе и читать, обсуждая, какое-нибудь философское сочинение.
Шантидэва же считался монахами человеком глуповатым и не очень способным.
Между тем до него дошла очередь читать текст. Шантидэва спросил, что читать: своё или чужое.
Монахи решили посмеяться над туповатым простаком и предложили ему читать его собственное
сочинение. И Шантидэва начал читать текст "Бодхичарьяватары" ("Бодхисаттвачарьяаватару") — текст,
вскоре ставший нормативным для Махаяны трактатом об идеале Бодхисаттвы и пути Махаяны.
Читая текст, Шантидэва вошел в самадхи, а потом и начал левитировать, поднявшись над
полом перед изумленной и потрясенной братией.
Больше его, естественно, никто уже глупцом не считал.
"Бодхичарья-аватара"  является учебным пособием для обучения монахов буддийской философии и психологии на начальных курсах махаянских буддийских университетов.
Шантидэва был признан в махаяне Бодхисаттвой, в ваджраяне - махасиддхом История его содержится в сочинении Абхайядатты "Жизнеописания 84-х махасиддхов" под номером 41.